# IL5RA
Рецептор интерлейкина 5, субъединица альфа (англ. Interleukin 5 receptor, alpha, IL5Rα, IL5RA; CD125) — белок, субъединица рецептора интерлейкина 5, продукт гена человека IL5RA

## Функции
Белок IL5Rα — субъединица рецептора интерлейкина 5, гетеродимерного цитокинового рецептора. Рецептор состоит из α-субъединицы, специфической для лиганда, и β-субъединицы (CD131), передающей сигнал, причём β-субъединица входит в состав комплексного рецептора не только интерлейкина 3, но и рецепторов таких цитокинов, как  ГМ-КСФ и интерлейкин 3. Связывание интерлейкина 5 зависит от бета-субъединицы, которая активируется при связывании с лигандом и определяет биологическую активность цитокина. Кроме этого, IL5Rα связывается с SDCBP, что необходимо для активации фактора транскрипции SOX4, опосредуемой интерлейкином 5.

## Взаимодействия
IL5Rα взаимодействует со следующими белками:
- Интерлейкин 5,[6][7][8]
- JAK2,[9]
- UNC119,[10]
- SDCBP[11].

## Структура
Белок состоит из 420 аминокислот, молекулярная масса 47,7 кДа. Альтернативный сплайсинг приводит к образованию 6 изоформ.